# Ruke
Ruke är ett vattendrag i Burundi.   Det ligger i provinsen Cibitoke, i den nordvästra delen av landet, 40 kilometer norr om huvudstaden Bujumbura.
Omgivningarna runt Ruke är en mosaik av jordbruksmark och naturlig växtlighet. Runt Ruke är det tätbefolkat, med 319 invånare per kvadratkilometer.